# Michael Ende

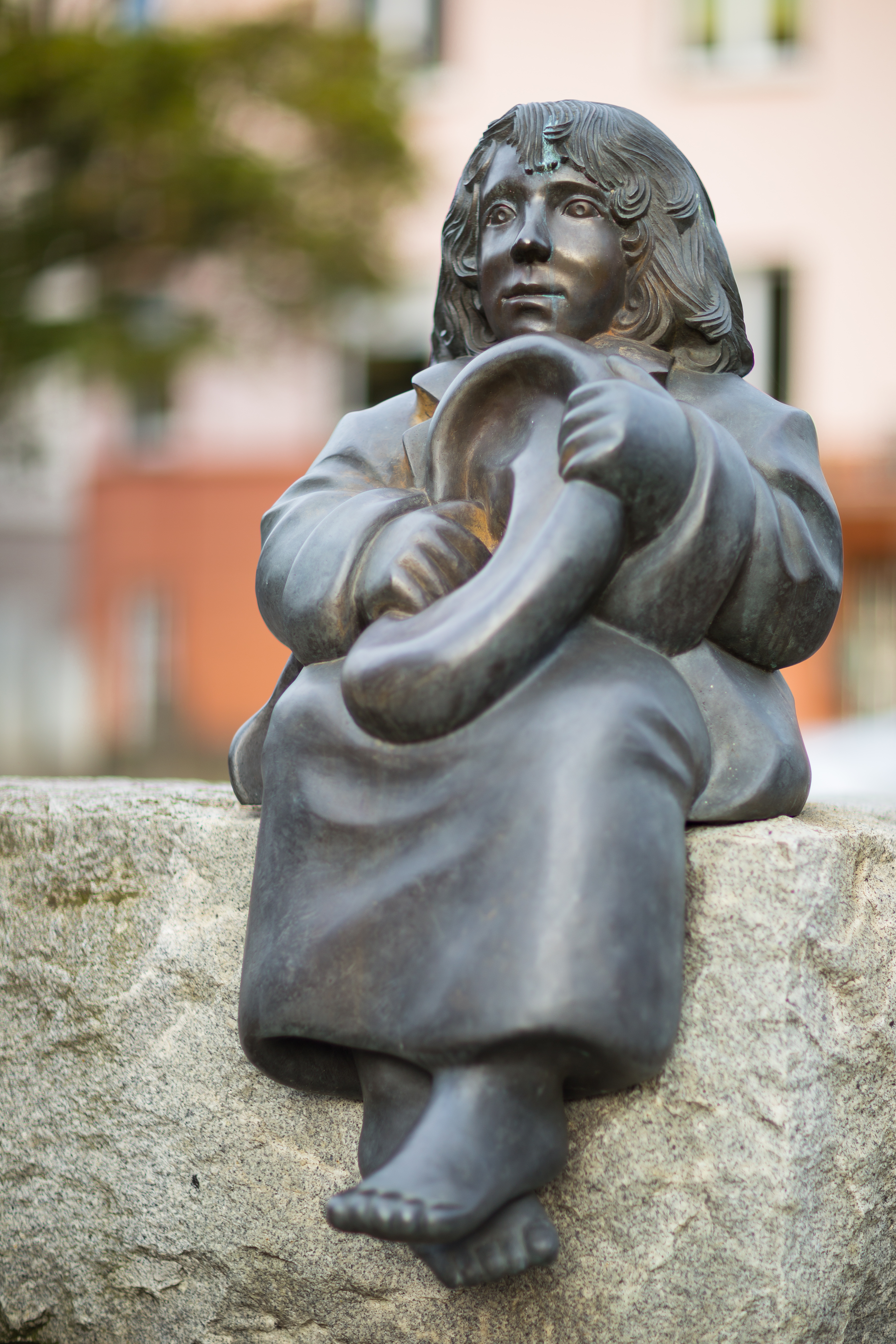
Sculptuur van "Momo" op de Michael Ende Platz in Hannover

Michael Ende (Garmisch-Partenkirchen, 12 november 1929 – Filderstadt-Bonlanden, 28 augustus 1995) was een Duits schrijver.
Hij was de enige zoon van Edgar Ende, een surrealistische schilder die later door de nazi's werd verboden om te schilderen. Op zijn zesde verhuisde hij naar München, waar hij het gymnasium volgde. Tegen het einde van de Tweede Wereldoorlog dook hij onder om aan de dienstplicht te ontsnappen. Na de oorlog voltooide hij zijn opleiding en ging studeren aan de kleinkunstacademie. Via baantjes als acteur en radiopresentator werd Michael Ende uiteindelijk auteur. Hij schreef proza, toneelstukken, liedjes, filmscripts en kritieken. Sommige werken van Ende dragen het stempel van zijn antroposofisch wereldbeeld, zoals De Toverdrank en Momo en de tijdspaarders.
Hij begon met het schrijven van kinderboeken door toedoen van een vriend, die hem vroeg de tekst te schrijven bij een boek dat deze illustreerde. Zo kwam het eerste kinderboek van Michael Ende tot stand: Jim Knoop en Lucas de machinist (1960).
In 1971 verhuisde Ende met zijn vrouw naar Italië en keerde pas in 1985, na haar dood, terug. In 1989 trouwde hij met de Japanse vertaalster van Het oneindige verhaal. Hij stierf zes jaar later aan maagkanker.

## Korte bibliografie
- Jim Knoop en Lucas de machinist
- Jim Knoop en de wilde 13
- Momo en de tijdspaarders
- Stientje Stapper de onvermoeibare schildpad
- Het droomvretertje
- Het oneindige verhaal
- De naakte neushoorn
- Ophelia's schimmentheater
- De toverdrank (Duitse titel: Der satanarchäolügenialkohöllische Wunschpunsch)
- Een teddybeer gaat op zoek
- De toverschool en andere verhalen
- De kleine lappenharlekijn
- De spiegel in de spiegel. Een labyrint (verhalen)

- Bibsys: 90092614
- Biblioteca Nacional de Chile: 000044492
- Biblioteca Nacional de España: XX931069
- Bibliothèque nationale de France: cb119017528 (data)
- Catàleg d'autoritats de noms i títols de Catalunya: 981058612336806706
- CiNii: DA00097159
- Digitale Bibliotheek voor de Nederlandse Letteren: ende014
- Gemeinsame Normdatei: 118530259
- International Standard Name Identifier: 0000 0000 8112 9551
- Library of Congress Control Number: n80162724
- Nationale Bibliotheek van Letland: 000008096
- MusicBrainz: 21442134-2f58-41ed-aa6d-70a250c44c54
- Bibliotheek van het Japanse parlement: 00438897
- Nationale Bibliotheek van Tsjechië: jo20000074116
- Nationale Bibliotheek van Israël: 987007304730305171
- Nationale Bibliotheek van Polen: a0000002459310
- Nationale en Universitaire bibliotheek Zagreb: 000115659
- Nederlandse Thesaurus van Auteursnamen: 069026556
- Réseau des bibliothèques de Suisse occidentale: 02-A003216794
- Istituto Centrale per il Catalogo Unico: CFIV046455
- LIBRIS: 185119
- Système universitaire de documentation: 026851148
- Trove: 816172
- Virtual International Authority File: 34456245
- WorldCat: E39PBJpdQDp7cKWT7XjYCkBtrq